# Marija Škaričić
Marija Škaričić (Split, 6. kolovoza 1977.) je hrvatska kazališna, televizijska i filmska glumica.

## Životopis

### Karijera
Osnovnu i srednju školu završila je u Splitu. Kao srednjoškolka pohađala je dramski studio Gradskog kazališta mladih. Iz trećeg pokušaja upisuje Akademiju dramske umjetnosti na kojoj diplomira 2003. godine. Već od 2001. profesionalno nastupa u predstavama HNK Split, HNK Rijeka, HNK Zagreb, te GK Žar ptica.
Prvu glavnu ulogu dobiva 2004. godine u filmu Ta divna splitska noć redatelja Arsena Antona Ostojića. Već tom ulogom Marija vjernim portretom ovisnice dobiva laskavu titulu najtalentiranije hrvatske glumice. Za formalno priznanje takvog statusa pobrinuo se žiri sarajevskog festivala s Mikeom Leighom na čelu, dodijelivši joj iste godine Srce Sarajeva, prestižnu nagradu za najbolje žensko glumačko postignuće. 
Novi pravi glumački zalet uzima u jednoj od najvećih hrvatskih komercijalnih uspješnica, filmu Što je muškarac bez brkova (2005.) Hrvoja Hribara. Njena energična interpretacija pokroviteljske, pomalo grube i sirove starije sestre Ljubice nametnula se kao racionalna protuteža središnjim likovima upotpunjujući time dodatno dramski okvir radnje.  
2006. oživljava staru ljubav sa Sarajevom odnoseći po drugi put s tamošnjeg festivala Srce Sarajeva za najbolju žensku ulogu u filmu Gospođica redateljice Andree Štake. Marija ovaj puta svoj glumački senzibilitet stavlja u službu prikazivanja djevojke Ane čija neprilagođenost i nezadrživi mladenački temperament nepovratno utječu na sve one s kojima je turbulencija života stavi u doticaj. U njoj Marija glumi s najvećom filmskom divom ovih prostora Mirjanom Karanović, a upravo će Mariju mnogi proglašavati njenom nasljednicom, dok će sama Mirjana Karanović u intervjuima upravo nju izdvojiti kao jednu od najboljih hrvatskih glumica. 
Slijede mnoge manje filmske uloge u brojnim hrvatskim filmovima, a glavne uloge dobiva 2010. godine i to u njemačkom filmu Shahada (koji je bio u konkurenciji Berlinskog filmskog festivala), te potom u filmu Dalibora Matanića Majka asfalta. Za tu ulogu je nagrađena Zlatnom arenom za najbolju glavnu žensku ulogu na 57. Pula film festivalu i Fipa D'OR Grand Prize za najbolju žensku ulogu na festivalu International Festival of Audiovisual Programs u Parizu. 
U ovom je razdoblju Marija Škaričić jedna od najzaposlenijih i najnagrađivanijih hrvatskih filmskih glumica, s čak 18 dugometražnih filmova koje je snimila u razdoblju od 2000. – 2010. čime se ni jedna druga hrvatska glumica ne može pohvaliti. 
Glumila je i u serijalima Bumerang i Operacija Kajman, a u kazalištu se pojavljuje jako rijetko.  
Časopis Globus ju je u svibnju 2010. u velikom tematu posvećenom novim hrvatskim filmskim glumcima proglasio jednom od predvodnica vrlo uspješne generacije hrvatskih filmskih glumica koje su se na početku 21. stoljeća potvrdile kao skupina iznimno talentiranih u regiji (uz Dariju Lorenci, Zrinku Cvitešić, Leonu Paraminski, Natašu Janjić i Jadranku Đokić).
Na početku 2011. godine doživljava veliki uspjeh bivajući uvrštena među deset najboljih mladih europskih glumaca i glumica u programu Shooting Stars 2011, koji svake godine predstavlja nove glumačke nade europske kinematografije. Shooting Stars je inicijativa European Film Promotiona (EFP-a) koji okuplja nacionalne filmske ustanove i agencije za promidžbu filma zemalja članica. Na 61. međunarodnom filmskom festivalu u Berlinu joj je svečano dodijeljeno ovo priznanje. Marija Škaričić je nakon Zrinke Cvitešić druga hrvatska glumica koja je dobila ovu vrijednu nagradu, a koju u svojoj kolekciji imaju mnoge europske filmske zvijezde kao što su Daniel Craig, Anamaria Marinca, Daniel Bruhl, Rachel Weisz, Carey Mulligan i mnogi drugi.
Od 2011. godine rjeđe igra na filmu, te se posvećuje pedagoškom radu na Akademiji dramske umjetnosti. No, iako rijetke, ističu se njezine uloge u filmovima Svećenikova djeca, Visoka modna napetost, Cvjetni trg itd. 
2015. godine ulogom u seriji Horvatovi postiže veliku popularnost među širom publikom.
2019. godine u velikom stilu vraća se na TV ekrane glavnom ulogom u prvom HBO dramskom projektu snimljenom u Hrvatskoj, dramskoj seriji Uspjeh.
Od 2020. ponovno češće igra na filmu te ostvaruje nagrađivane uloge u filmovima kao što su Mare, Tereza37 itd...
Sporadično je i involvirana i u sinkronizaciji animiranih filmova i serija.

## Filmografija

### Televizijske uloge
- "Nestali" kao nepoznata osoba (2020.-2021.)
- "Uspjeh" kao inspektorica Kalić (2019.)
- "Grudi (mini-serija)" kao Ana (2018.)
- "Gomorra" kao Branka (2017.)
- "Horvatovi" kao Nikolina Hohnjec (2015. – 2016.)
- "Provodi i sprovodi" kao Nicky Valentina (2011. – 2012.)
- "Odmori se, zaslužio si" kao Lucija (2009.)
- "Mamutica" kao Suzana (2008.)
- "Bitange i princeze" kao trudnica (2008.)
- "Operacija Kajman" kao Tonkica (2007.)
- "Bumerang" kao Irena (2005. – 2006.)
- "Novo doba" kao voditeljica komune (2002.)

### Filmske uloge
- "Izgubljeni kraj" (2023.)
- "Tragovi" kao Ana (2022.)
- "Garbura" kao Marija (2022.)
- "Tereza37" kao Mirela (2020.)
- "Alba" kao Alba (2020.)
- "Mare" kao Mare (2020.)
- "Grudi" kao Ana (2019.)
- "Čistačica" kao čistačica (2017.)
- "Fantastična" kao Marta (2015.)
- "Lijek: Novi život" kao Etasova majka (2014.)
- "Priča o Mari iz Velog Varoša" (kratki film) kao pripovjedačica (2013.)
- "Visoka modna napetost" kao Marija (2013.)
- "Svećenikova djeca" kao Marta (2013.)
- "Eastalgija" kao Aida (2012.)
- "Cvjetni trg" kao Irena (2012.)
- "Fleke" kao medicinska sestra (2011.)
- "Bella Biondina" kao Tonka (2011.)
- "Majka asfalta" kao Mare (2010.)
- "Shahada" kao Leyla (2010.)
- "Čovjek ispod stola" kao Jasna (2009.)
- "U zemlji čudesa" kao strina (2009.)
- "Zagrebačke priče" kao Marija (segment "Žuti mjesec") (2009.)
- "Iza stakla" kao sestra Majina brata (2008.)
- "Kradljivac uspomena" (2007.)
- "Pravo čudo" kao sestra (2007.)
- "Gospođica" kao Ana (2006.)
- "Najveća pogreška Alberta Einsteina" kao Andreja (2006.)
- "Mrtvi kutovi" kao Lea (2005.)
- "Što je muškarac bez brkova?" kao Ljubica (2005.)
- "Nije bed" (2004.)
- "Oprosti za kung fu" kao rodilja #1 (2004.)
- "Ta divna splitska noć" kao Maja (2004.)
- "Sto minuta Slave" kao čobanica (2004.)
- "Družba Isusova" kao sluškinja #1 (2004.)
- "Ne dao Bog većeg zla" kao prodavačica (2002.)
- "Ajmo žuti" kao Krunina kolegica (2001.)
- "Pos'o je dobar, a para laka" (2000.)
- "Blagajnica hoće ići na more" kao blagajnica na moru (2000.)
- "Ništa od sataraša" kao konobarica (2000.)

### Sinkronizacija
- "Tarzan" kao Jane Porter (2013.)
- "Hotel Transilvanija, 2, 3, 4" kao Vanda (2012., 2015., 2018., 2022.)
- "Gladijatorska akademija" kao Arena i Minima #1 (sa Zrinkom Antičević), kip starica Stefilija/Erina #1, Mrkvoglavus, Oliverusova supruga Petunija #1 (s Vidom Jerman) (2010.)
- "Arthur 3: Rat dvaju svjetova" kao Selenia (2010.)
- "Arthur i Maltazardova osveta" kao Selenia (2009.)
- "Arthur u zemlji Minimoya" kao Selenia (2006.)
- "Rajski vrt" kao Eva (2004.)
- "Palčica – Magična priča" kao Majina majka, vila Angela, palčić #1, žabe domaćice #2 i 3, jezerska glista, šumska stvorenja hobiti, Kasandrina čarobnica Lisica i vokal uvodne i završne špice (2003.)
- "Mjesečeva ratnica" (2003.)
- "Rugratovi u divljini" kao Debbie Thornberry (2003.)

## Vanjske poveznice
- Marija Škaričić u internetskoj bazi filmova IMDb-u (engl.)
- Stranica na Filmski.net  Arhivirana inačica izvorne stranice od 24. veljače 2010. (Wayback Machine)
- Mirjana Karanović o Mariji  Arhivirana inačica izvorne stranice od 14. lipnja 2009. (Wayback Machine)
- Globus o hrvatskim fimskim glumcima